# Akari Kitō
Akari Kitō (鬼頭 明里 Kitō Akari?, 16 de octubre de 1994) es una actriz de voz y cantante japonesa afiliada a Pro-Fit. Debutó en 2014 y actuó en su primer papel principal en Time Bokan 24 en 2016. En octubre de 2019 hizo su debut musical bajo el sello discográfico Pony Canyon. Ha sido condecorada junto a su colega Reina Ueda con el premio a "Mejor Actriz Secundaria" en la 15° edición de los Seiyū Awards.

## Filmografía

### Anime
| Año  | Título                                                                           | Rol                                | Fuente |
| ---- | -------------------------------------------------------------------------------- | ---------------------------------- | ------ |
| 2014 | Gugure! Kokkuri-san                                                              | Classmate A                        |        |
| 2014 | Invaders of the Rokujouma!?                                                      | Maki Aika                          |        |
| 2014 | Wolf Girl and Black Prince                                                       | Kana Yajima                        |        |
| 2014 | Yuki Yuna Is a Hero                                                              | Female student A                   |        |
| 2015 | Cross Ange                                                                       | Mary                               |        |
| 2015 | Lance N' Masques                                                                 | Boy A                              |        |
| 2015 | World Break: Aria of Curse for a Holy Swordsman                                  | Female clerk                       |        |
| 2016 | Erased                                                                           | Hiromi Sugita (child)              |        |
| 2016 | Lostorage incited WIXOSS                                                         | Female students, Rio's friend      |        |
| 2016 | Shōnen Maid                                                                      | Akira Nakaijima                    |        |
| 2016 | Taboo Tattoo                                                                     | Aryabahta                          | [ 4 ]  |
| 2016 | Time Bokan 24                                                                    | Calen                              | [ 5 ]  |
| 2017 | Alice & Zouroku                                                                  | Yonaga Hinagiri                    | [ 6 ]  |
| 2017 | Blend S                                                                          | Kaho Hinata                        | [ 7 ]  |
| 2017 | Classroom of the Elite                                                           | Suzune Horikita                    | [ 8 ]  |
| 2017 | Minami Kamakura High School Girls Cycling Club                                   | Black                              |        |
| 2017 | Time Bokan 24: The Villains’ Strike Back                                         | Calen                              |        |
| 2017 | Tsuredure Children                                                               | Kana Ijima                         | [ 9 ]  |
| 2017 | UQ Holder! Magister Negi Magi! 2                                                 | Mizore Yukihiro                    |        |
| 2018 | Aikatsu Friends!                                                                 | Kazune Yuki (age 9), Rinna Shinkai |        |
| 2018 | Harukana Receive                                                                 | Ai Tanahara                        | [ 10 ] |
| 2018 | Last Period                                                                      | Kikazaru                           |        |
| 2018 | Lostorage conflated WIXOSS                                                       | Reira                              |        |
| 2018 | Ms. Koizumi Loves Ramen Noodles                                                  | Misa Nakamura                      | [ 11 ] |
| 2018 | Record of Grancrest War                                                          | Siluca Meletes                     | [ 12 ] |
| 2018 | Seven Senses of the Re'Union                                                     | Satsuki Usui                       | [ 13 ] |
| 2018 | SSSS.Gridman                                                                     | Hass                               |        |
| 2018 | Uma Musume Pretty Derby                                                          | Seiun Sky                          | [ 14 ] |
| 2019 | Aikatsu on Parade!                                                               | Rinna Shinkai                      |        |
| 2019 | Demon Slayer: Kimetsu no Yaiba                                                   | Nezuko Kamado                      | [ 15 ] |
| 2019 | Hitori Bocchi no Marumaru Seikatsu                                               | Aru Honshō                         | [ 16 ] |
| 2019 | Re:Stage! Dream Days♪                                                            | Sayu Tsukisaki                     | [ 17 ] |
| 2019 | The Demon Girl Next Door                                                         | Momo Chiyoda                       | [ 18 ] |
| 2019 | The Ones Within                                                                  | Karin Sarayashiki                  | [ 19 ] |
| 2019 | Wataten!: An Angel Flew Down to Me                                               | Noa Himesaka                       | [ 20 ] |
| 2020 | Adachi and Shimamura                                                             | Sakura Adachi                      | [ 21 ] |
| 2020 | Fly Me to the Moon                                                               | Tsukasa Tsukuyomi                  | [ 22 ] |
| 2020 | In/Spectre                                                                       | Kotoko Iwanaga                     | [ 23 ] |
| 2020 | Love Live! Nijigasaki High School Idol Club                                      | Kanata Konoe                       | [ 24 ] |
| 2020 | Toilet-Bound Hanako-kun                                                          | Nene Yashiro                       | [ 25 ] |
| 2021 | Battle Athletes Victory ReSTART!                                                 | Lydia Gurtland                     | [ 26 ] |
| 2021 | Battle Game in 5 Seconds                                                         | Yan                                | [ 27 ] |
| 2021 | Demon Slayer: Kimetsu no Yaiba – Entertainment District Arc                      | Nezuko Kamado                      | [ 28 ] |
| 2021 | Ex-Arm                                                                           | Arma                               | [ 29 ] |
| 2021 | Kimi to Fit Boxing                                                               | Karen                              | [ 30 ] |
| 2021 | Shadows House                                                                    | Kate                               | [ 31 ] |
| 2021 | Shinkansen Henkei Robo Shinkalion Z                                              | Abuto Usui                         | [ 32 ] |
| 2021 | Sorcerous Stabber Orphen: Battle of Kimluck                                      | Mädchen Amick                      | [ 33 ] |
| 2021 | The Great Jahy Will Not Be Defeated!                                             | Su                                 | [ 34 ] |
| 2021 | The Hidden Dungeon Only I Can Enter                                              | Luna Heela                         | [ 35 ] |
| 2021 | Tsukimichi: Moonlit Fantasy                                                      | Mio                                | [ 36 ] |
| 2022 | A Couple of Cuckoos                                                              | Erika Amano                        | [ 37 ] |
| 2022 | Akebi's Sailor Uniform                                                           | Touko Usagihara                    | [ 38 ] |
| 2022 | Aru Asa Dummy Head Mike ni Natteita Ore-kun no Jinsei                            | Panda Kuramae                      | [ 39 ] |
| 2022 | Birdie Wing: Golf Girls' Story                                                   | Eve                                | [ 40 ] |
| 2022 | Classroom of the Elite 2nd Season                                                | Suzune Horikita                    | [ 41 ] |
| 2022 | Engage Kiss                                                                      | Kanna Ogata                        | [ 42 ] |
| 2022 | Love Live! Nijigasaki High School Idol Club 2nd Season                           | Kanata Konoe                       | [ 43 ] |
| 2022 | Mamekichi Mameko NEET no Nichijō                                                 | Mameko Mamekichi                   | [ 44 ] |
| 2022 | Ninjala                                                                          | Berecca                            | [ 45 ] |
| 2022 | Prima Doll                                                                       | Retzel                             | [ 46 ] |
| 2022 | Shadows House 2nd Season                                                         | Kate                               | [ 47 ] |
| 2022 | The Demon Girl Next Door Season 2                                                | Momo Chiyoda                       | [ 48 ] |
| 2023 | A Girl & Her Guard Dog                                                           | Isaku Senagaki                     | [ 49 ] |
| 2023 | Birdie Wing: Golf Girls' Story Season 2                                          | Eve                                | [ 50 ] |
| 2023 | Chibi Godzilla Raids Again                                                       | Younger Kobijin sister             | [ 51 ] |
| 2023 | Chillin' in My 30s After Getting Fired from the Demon King's Army                | Lady                               | [ 52 ] |
| 2023 | Demon Slayer: Kimetsu no Yaiba – Swordsmith Village Arc                          | Nezuko Kamado                      | [ 53 ] |
| 2023 | Fly Me to the Moon 2nd Season                                                    | Tsukasa Tsukuyomi                  | [ 54 ] |
| 2023 | I Got a Cheat Skill in Another World and Became Unrivaled in the Real World, Too | Kaori Hōjō                         | [ 55 ] |
| 2023 | I'm Giving the Disgraced Noble Lady I Rescued a Crash Course in Naughtiness      | Liselotte Crawford                 | [ 56 ] |
| 2023 | In/Spectre 2nd Season                                                            | Kotoko Iwanaga                     | [ 57 ] |
| 2023 | KamiKatsu                                                                        | Mitama                             | [ 58 ] |
| 2023 | Reborn to Master the Blade: From Hero-King to Extraordinary Squire               | Inglis Eucus                       | [ 59 ] |
| 2023 | The Reincarnation of the Strongest Exorcist in Another World                     | Maybell Crane                      | [ 60 ] |
| 2024 | 2.5 Dimensional Seduction                                                        | Mikari Tachibana                   | [ 61 ] |
| 2024 | Ao no Hako                                                                       | Hina Chono                         | [ 62 ] |
| 2024 | Chained Soldier                                                                  | Kyōka Uzen                         | [ 63 ] |
| 2024 | Megami no Cafe Terrace                                                           | Sachiko Kasukabe (joven)           |        |
| 2024 | Classroom of the Elite 3rd Season                                                | Suzune Horikita                    | [ 41 ] |
| 2024 | Gods' Games We Play                                                              | Leoleshea                          | [ 64 ] |
| 2024 | Mission: Yozakura Family                                                         | Futaba Yozakura                    | [ 65 ] |
| 2024 | Sasaki to Pī-chan                                                                | Otonari-san                        | [ 66 ] |
| 2024 | Kekkon Yubiwa Monogatari                                                         | Hime                               | [ 67 ] |
| 2024 | Tsukimichi: Moonlit Fantasy 2nd Season                                           | Mio                                | [ 68 ] |
| 2024 | Yōkai Gakkō no Sensei Hajimemashita!                                             | Beniko Zashiki                     | [ 69 ] |
| 2025 | Bad Girl                                                                         | Momiji Kaname                      | [ 70 ] |
| 2025 | Gnosia                                                                           | SQ                                 | [ 71 ] |
| 2025 | Maebashi Witches                                                                 | Yua Hosaka                         | [ 72 ] |
| 2025 | Okinawa de Suki ni Natta Ko ga Hōgen Sugite Tsurasugiru                          | Hina Kyan                          | [ 73 ] |
| 2025 | Princession Orchestra                                                            | Bibliotecaria                      |        |
| TBA  | Magical Girl Raising Project Restart                                             | @Meow-Meow                         | [ 74 ] |

### Películas
| Año  | Título                             | Papel         | Ref(s) |
| ---- | ---------------------------------- | ------------- | ------ |
| 2020 | Kimetsu no Yaiba: Mugen Ressha-hen | Nezuko Kamado | [ 75 ] |

### Videojuegos
| Año  | Título                                      | Papel                                             | Ref(s)        |
| ---- | ------------------------------------------- | ------------------------------------------------- | ------------- |
| 2015 | Kantai Collection                           | Maestrale, Libeccio, Kazagumo, Kishinami, Okinami |               |
| 2016 | Akiba's Beat                                | Acquire-chan                                      |               |
| 2017 | Re:Stage! Prism Step                        | Sayu Tsukisaki                                    | [ 76 ]        |
| 2017 | Magia Record                                | Emiri Kisaki                                      |               |
| 2018 | Azur Lane                                   | Nagara, Isuzu, Abukuma                            |               |
| 2018 | Record of Grancrest War                     | Siluca Meletes                                    |               |
| 2019 | AI: The Somnium Files                       | Aiba                                              | [ 77 ]        |
| 2019 | Love Live! School Idol Festival - All Stars | Kanata Konoe                                      |               |
| 2019 | Bloodstained: Ritual of the Night           | Anne                                              |               |
| 2019 | Touhou Cannonball                           | Hakurei Reimu                                     |               |
| 2019 | Arknights                                   | Silence                                           |               |
| 2019 | Magia Record                                | Shigure Miyabi                                    |               |
| 2020 | Fate/Grand Order                            | Erice Utsumi                                      |               |
| 2020 | Granblue Fantasy                            | Illnott                                           |               |
| 2020 | Ninjala                                     | Berecca                                           |               |
| 2020 | Genshin Impact                              | Barbara                                           | [ 78 ] [ 79 ] |
| 2020 | ALTDEUS: Beyond Chronos                     | Chloe                                             | [ 80 ]        |
| 2020 | Illusion Connect                            | Ming                                              |               |
| 2020 | Fitness Boxing 2: Rhythm and Exercise       | Karen                                             | [ 81 ]        |
| 2020 | Pokémon Masters EX                          | Serena                                            | [ 82 ]        |
| 2021 | Blue Archive                                | Mashiro Shizuyama                                 |               |
| 2021 | Alchemy Stars                               | Hiiro                                             |               |
| 2023 | Fire Emblem Engage                          | Céline                                            | [ 83 ]        |
| 2023 | Resident Evil 4                             | Ashley Graham                                     | [ 84 ]        |
| 2024 | Touhou Gensou Eclipse                       | Aya Shameimaru                                    | [ 85 ]        |
| 2024 | Reverse: 1999                               | Yenisey                                           |               |

### Doblaje
| Año  | Título                 | Papel          | Ref(s) |
| ---- | ---------------------- | -------------- | ------ |
| 2023 | The Exorcist: Believer | Katherine West |        |